# Don't Wanna Cry
Don't Wanna Cry (hangul: 울고 싶지 않아) es el title track del cuarto miniálbum "Al1" de la boyband surcoreana Seventeen.

## Canción
Don't Wanna Cry es un EDM con ritmo lento y una letra triste, contrario a la mayoría de las canciones principales en los álbumes y miniálbumes previos.
La letra de la canción da a conocer los sentimientos de quien ha sido abandonado por primera vez, y el dolor después de la ruptura de una relación.
De acuerdo a Billboard, la canción es un paso adelante hacia la madurez musical de la boyband, sólo unos meses antes de que el miembro más joven se vuelva adulto. En su reseña sobre el cuarto álbum de SEVENTEEN, Billboard también escribe que el sonido EDM de esta canción no estaría fuera de lugar en algún Top 40.
La letra fue escrita por miembros de la boyband: Woozi, S.Coups, Jeonghan y Hoshi , la música fue compuesta por Woozi y Kye Bumzu, compositores de la casi totalidad de canciones de SEVENTEEN, ambos de Pledis Entertainment.

## Video Musical
El video fue grabado en primavera de 2017 en Los Ángeles, Estados Unidos. Fue dirigido por Beomjin (VM Project Architecture in Seoul).
Muestra a los miembros de Seventeen (banda) interpretando una coreografía con un alto nivel de detalle, tanto en un desierto como en el techo de un alto edificio de Los Ángeles. También se intercalan escenas individuales de soledad y melancolía por parte de los integrantes de la boyband.
Durante el tiempo de grabación del video musical, los miembros de la performance unit asistieron a estudios de baile, donde mejoraron sus habilidades e incluso conocieron a Bobby Darnell Dacones, coreógrafo de grandes artistas estadounidenses. Resultado de esta sesión es el video de baile de la canción de Chris Brown, “Privacy” en el cual bailan Hoshi, Dino y Minghao.

## Recepción
El video musical fue publicado el 22 de mayo de 2017 en el canal de YouTube oficial de SEVENTEEN, alcanzó en menos de una semana 5 millones de vistas, y en enero de 2018 alcanzó 50 millones de vistas.
Estuvo nominado como mejor video musical en los premios MAMA 2017.
La canción fue la primera en toda la discografía de SEVENTEEN en tener seis premios en shows musicales (votados por fanes), el último de los cuales fue en junio de 2017 en el show M!Countdown.
La coreografía obtuvo varios premios. En los Mnet Asian Music Awards 2017, Youngjun Choi, coreógrafo principal de la boyband ganó el premio al mejor coreógrafo del año gracias a su carrera profesional y a esta coreografía, en la cual los miembros de la performance unit ayudaron. En la misma edición de los premios, celebrada en Japón, Seventeen (banda) ganaron el premio al mejor performance de baile de grupos masculinos (Best Dance Performance Male Group).
En los premios de CJAwards de KCON USA, la boyband ganó Best KCon Special Stage gracias a Don't wanna cry y a sus performance de unidades.
El 23 de octubre de 2018, 17 meses luego de su publicación, el video musical alcanzó las 100,000,000 vistas en YouTube, siendo el primer video del grupo en llegar a estas cifras.
El video musical alcanzó las 200,000,000 vistas en YouTube el 24 de mayo de 2021 (huso horario KST), aproximadamente 4 años y un día después de haber sido publicado. Éste es el video musical con más vistas de la boyband.